# До нашей эры (Губка Боб Квадратные Штаны)
«До нашей эры» (англ. Ugh) — 54-я серия американского мультсериала «Губка Боб Квадратные Штаны». Данный эпизод был создан в 2002 году и показан 5 марта 2004 года на телеканале «Nickelodeon» в США, а в России — 22 мая 2005 года.

## Сюжет
Рассказчик представляет ещё один спецвыпуск «Губки Боба», события которого будут происходить 100 миллионов лет назад. Из своего пещерного дома Пират Пэтчи в костюме пещерного человека рассказывает о доисторических временах и рассказывает о том, какими великими они были. Однако появляется Попугай Потти в своём футуристическом костюме робота и говорит, что доисторические времена были «чепухой», а в будущем — всё самое лучшее. Они начинают спорить о том, что больше нравится Губке Бобу: прошлое или будущее (в это же время в «Красти Крабе» Губка Боб чувствует беспокойство по этому поводу и говорит об этом мистеру Крабсу). Пока спор продолжается, Пэтчи решает начать показ серии…
В спецвыпуске представляются доисторические предки Губки Боба, Сквидварда и Патрика — Спанч Гар, Сквог и Патар. Серия начинается со Спанч Гара, который спит в своей пещере-ананасе, а после просыпается от упавшего на него камня с полки, что было вызвано громкими звуками стада фиолетовых существ, которые идентичны звуку будильника Губки Боба. Спанч Гар берёт свою гигантскую улитку (доисторический Гэри) на прогулку, которая оставляет слизистый след по всему двору Сквога. Сквог выходит с дубинкой, чтобы пожаловаться Спанч Гару, но поскальзывается на слизи и ударяется об скалу Патара, разбудив её обитателя. Спанч Гар и Патар начинают играть, выдувать мыльные пузыри из бревна. Однако начинается дождь, в ходе чего бьёт молния, которая попадает в бревно, тем самым поджигая его. Троица экспериментирует с огнём, в ходе чего поначалу обожглись. Однако после Спанч Гар понимает, что его можно использовать для приготовления пищи — друзья начинают готовить с его помощью различные блюда, такие как: цветы, водоросли, доисторические крабы, камни, песок.
Тем временем Пэтчи и Потти продолжают спорить, теперь ведя счёт между будущим и прошлым. Пэтчи приводит настоящего пещерного человека по имени Пещерик, а Потти — футуристического робота, который начинает многократно стрелять в Пещерика лазерами, на что Пэтчи жалуется, что Потти всё испортил.
Под конец дня Спанч Гар, Патар и Сквог наедаются и прощаются друг с другом. Они собираются идти в свои пещеры, пока все трое не осознают, что кто-то из них может забрать огонь с собой. В ходе их борьбы за огонь начинается дождь, который и тушит его. Спанч Гар и Патар извиняются друг перед другом за драку, но Сквог обвиняет их в том, что это они потушили огонь, и готовится избить их дубинкой. Однако по нему резко бьёт молния, и Спанч Гар с Патаром начинают готовить маршмэллоу над подгоревшим телом Сквога («О некоторых исторических событиях лучше не рассказывать»).
Расстроенный Пэтчи сидит возле своей пещеры. Однако прилетает Потти, который просит прийти обратно, ибо его там ждёт приятный сюрприз. Зайдя в пещеру, Пэтчи видит, как Пещерик и робот читают рэп «Столкнулись миры», показывая, что теперь они друзья. Пэтчи очень радуется этому и убеждается, что в будущем действительно хорошо, а Потти в знак примирения дарит ему «подарок из прошлого», которым оказался тираннозавр. Динозавр начинает преследовать, а после пожирать Пэтчи, который прощается со зрителями.
Эпизод заканчивается титрами, сделанными в «доисторической» форме (под аранжировку мелодии титров в конце мультсериала).

## Роли
- Том Кенни — Губка Боб, Спанч Гар, Пират Пэтчи, рассказчик, доисторический Гэри, голос робота X-29488
- Билл Фагербакки — Патар, Пещерик
- Роджер Бампасс — Сквог
- Клэнси Браун — мистер Крабс, доисторические крабы
- Ди Брэдли Бейкер — дорудоны
- Стивен Хилленберг — Попугай Потти
- Кент Осборн — робот X-29488

### Роли дублировали
- Сергей Балабанов — Губка Боб, Спанч Гар
- Юрий Маляров — Патар
- Иван Агапов — Сквог
- Александр Хотченков — доисторические крабы, Пещерик
- Юрий Меншагин — Пират Пэтчи
- Алексей Власов — мистер Крабс, Попугай Потти, робот X-29488, рассказчик

## Производство
Спецвыпуск «До нашей эры» был написан Полом Тиббитом и Кентом Осборном; Эндрю Овертум взял роль анимационного режиссёра, главными раскадровщиками серии были Карсон Куглер, Калеб Мойрер и Уильям Рейсс. Впервые данная серия была показана 5 марта 2004 года в США на телеканале «Nickelodeon».
Рэп-трек «Столкнулись миры» (англ. When Worlds Collide) из данной серии, написанный Полом Тиббитом и Кентом Осборном, был позже выпущен в саундтреке мультсериала под названием «SpongeBob SquarePants: The Yellow Album» 15 ноября 2005 года.
Серия «До нашей эры» была выпущена на тематическом DVD-диске «SpongeBob Goes Prehistoric» 9 марта 2004 года. Она также вошла в состав DVD «SpongeBob SquarePants: The Complete 3rd Season», выпущенного 27 сентября 2005 года, и «SpongeBob SquarePants: The First 100 Episodes», выпущенного 22 сентября 2009 года и состоящего из всех эпизодов с первого по пятый сезоны мультсериала.

## Отзывы критиков
Спецвыпуск «До нашей эры» получил в целом положительные отзывы от поклонников мультсериала и критиков. На сайте «IMDb» серия имеет оценку 8,3/10. Серия «До нашей эры» заняла 16-е место в списке лучших серий мультсериала в рамках мероприятия «The Best Day Ever Marathon», проведённого в 2006 году.
Спецвыпуск также был номинирован на Прайм-таймовую премию «Эмми» 2004 года в категории «Лучшая анимационная программа».